# Dennistown
Dennistown es una plantación ubicada en el condado de Somerset en el estado estadounidense de Maine. En el Censo de 2010 tenía una población de 33 habitantes y una densidad poblacional de 0,32 personas por km².

## Geografía
Dennistown se encuentra ubicada en las coordenadas 45°39′44″N 70°19′49″O / 45.66222, -70.33028. Según la Oficina del Censo de los Estados Unidos, Dennistown tiene una superficie total de 104.53 km², de la cual 99.85 km² corresponden a tierra firme y (4.47%) 4.68 km² es agua.

## Demografía
Según el censo de 2010, había 33 personas residiendo en Dennistown. La densidad de población era de 0,32 hab./km². De los 33 habitantes, Dennistown estaba compuesto por el 100% blancos, el 0% eran afroamericanos, el 0% eran amerindios, el 0% eran asiáticos, el 0% eran isleños del Pacífico, el 0% eran de otras razas y el 0% pertenecían a dos o más razas. Del total de la población el 0% eran hispanos o latinos de cualquier raza.